# Coelioxys palmaris
Coelioxys palmaris är en biart som beskrevs av fritz, Toro och > 1990. Coelioxys palmaris ingår i släktet kägelbin, och familjen buksamlarbin. Inga underarter finns listade i Catalogue of Life.